# Novoselo Bilajsko
Novoselo Bilajsko falu Horvátországban Lika-Zengg megyében. Közigazgatásilag Gospićhoz tartozik.

## Fekvése
Gospićtól 5 km-re délkeletre a Likai-mezőn, a Gospićot Gračaccal összekötő 50-es számú út mentén, a Lika bal partján fekszik.

## Története
A település a 18. században keletkezett Bilajjal átellenben a Lika bal partján. Az első betelepülők többnyire a környező falvakból érkeztek, így a Borčićok, a Kegljenek, a Matićok (2 család Ribnikről), a Mraovićok (4 család), a Pilepićek (a szomszédos keleti területről), a Šimunićok (4 család Bilajról) és a Vidakovićok (Sveti Rokról). 1787-ben megkezdődtek az új Gospićot Gračaccal összekötő út építési munkálatai, mely áthaladt a településen. Ennek keretében 1787 év végén megkezdődött az új híd építése a Lika folyón, melynek munkálatai 1789-ben fejeződtek be. 1807-ben megalakult az önálló bilaji plébánia, melynek Novoselo filiája lett. 1830-ban Bilajnak Novoseloval együtt 120 háza és 450 felnőtt lakosa volt. A falunak 1857-ben 154, 1910-ben 107 lakosa volt. A trianoni békeszerződés előtt Lika-Korbava vármegye Gospići járásához tartozott. Ezt követően előbb a Szerb-Horvát-Szlovén Királyság, majd Jugoszlávia része lett. A falunak 2011-ben 112 lakosa volt.

## Lakosság
| Lakosság változása | Lakosság változása | Lakosság változása | Lakosság változása | Lakosság változása | Lakosság változása | Lakosság változása | Lakosság változása | Lakosság változása | Lakosság változása | Lakosság változása | Lakosság változása | Lakosság változása | Lakosság változása | Lakosság változása | Lakosság változása |
| ------------------ | ------------------ | ------------------ | ------------------ | ------------------ | ------------------ | ------------------ | ------------------ | ------------------ | ------------------ | ------------------ | ------------------ | ------------------ | ------------------ | ------------------ | ------------------ |
| 1857               | 1869               | 1880               | 1890               | 1900               | 1910               | 1921               | 1931               | 1948               | 1953               | 1961               | 1971               | 1981               | 1991               | 2001               | 2011               |
| 154                | 172                | 154                | 151                | 152                | 107                | 135                | 177                | 177                | 114                | 137                | 161                | 131                | 157                | 121                | 112                |